# Thomisus shillongensis
Thomisus shillongensis är en spindelart som beskrevs av Nibedita Sen 1963. Thomisus shillongensis ingår i släktet Thomisus och familjen krabbspindlar. Inga underarter finns listade i Catalogue of Life.